# Joaquim Lopes (ator)
Joaquim Santos Couceiro Lopes (Campinas, 25 de abril de 1980) é um ator e apresentador brasileiro.

## Carreira
Nasceu em Campinas, São Paulo, Joaquim é formado em gastronomia. O ator começou aos 19 anos no teatro, onde se formou aos 21 na Escola Superior de Artes Célia Helena. E no mesmo ano, em 1999, fez seu primeiro espetáculo Vestido de Noiva no papel de Pedro de Nelson Rodrigues, convidado  em 2001 pra participar de Do Lado de Fora da Porta de Wolfgang Borchert  onde fazia o Beckmann. Deu inicio ao curso de Teatro Russo, com Valetin Teplaykov, decano da Universidade Russa de Teatro. Em 2002 deu vida ao personagem Marcelo Fontinelli na peça Recém Separados com direção da Ângela Dip, na sequencia em 2003 ingressou no Curso de Interpretação e Direção, com Antonio Araújo na Escola de Arte Dramática da USP e integrou o elenco de Nenhum Alguém em Lugar Algum texto baseado no romance Não Verás País Nenhum de Ignácio de Loyola Brandão. Em 2004, sob direção de Leandro Néri,  interpretou o personagem Vina em Confidências e Confusões Masculinas de Gustavo Reiz.
Mas foi em 2005 que ele trocou o palco pelas câmeras vivendo seu primeiro personagem na televisão, Samuel na novela Os Ricos também Choram no SBT. Seu desempenho garantiu um papel de maior destaque na novela Amigas & Rivais, onde interpretou o divertido e atrapalhado Ulisses, um jovem doce e romântico, que sofria preconceito por causa da sua aparência e do seu jeito desengonçado. Com o desenrolar da trama ele acaba se envolvendo com Olívia (Karla Tenório), uma portadora do vírus HIV. Seu personagem foi um dos grandes destaques da trama. Recebeu o convite para participar do filme Uma Professora Muito Maluquinha vivendo o Padre Beto ao lado de Paolla Oliveira, Chico Anysio, Max Fercondini e outros artistas. Em 2011 viveu o  caipira cômico e sedutor Josué que trabalha na fazenda de Abner (Marcos Pasquim) na novela Morde & Assopra da Rede Globo. Em 2013, interpreta o divertido mulherengo Lucindo na novela Sangue Bom da Rede Globo. Em 2014, fez uma participação em Geração Brasil, como o programador Domênico. Ainda em 2014, entra em Império interpretando o vilão homofóbico Enrico. Em 2016, passou a apresentar o programa Vídeo Show, substituindo Monica Iozzi, dividindo a bancada com Otaviano Costa, onde ficou até janeiro de 2018. em 2018 integrou o elenco da novela Orgulho e Paixão interpretando o vigarista Olegário; em novembro do mesmo ano retornou ao Vídeo Show, novamente no posto de apresentador ao lado de Sophia Abrahão. 

## Vida pessoal
Em 2004 começou a namorar a atriz Thaís Fersoza, com quem se casou em 25 de abril de 2009 na Igreja São José, em São Paulo, tendo entre os convidados os atores Gabriel Gracindo, Rafaela Mandelli, Fernando Pavão, Julianne Trevisol e o autor Tiago Santiago. O casamento, no entanto, durou apenas uma semana e o casal terminou durante a lua-de-mel. Logo após a separação, Joaquim assumiu publicamente seu namoro com a atriz Paolla Oliveira, vindo a tona o fato de que ambos já mantinham um caso enquanto ele ainda era noivo. O casal terminou em fevereiro de 2015. Entre 2016 e 2017 namorou a atriz alemã Ruby O. Fee. Em 2018 começou a namorar a cantora Marcella Fogaça.

## Filmografia

### Televisão
| Ano     | Televisão                    | Personagem / Cargo                | Notas                            |
| ------- | ---------------------------- | --------------------------------- | -------------------------------- |
| 2005    | Os Ricos também Choram       | Samuel Brandão / Daphne dos Anjos |                                  |
| 2006    | Belíssima                    | Bad Boy                           | Episódio: "18 de maio"           |
| 2007    | Amigas & Rivais              | Ulisses Barreto (Feio)            |                                  |
| 2008    | Água na Boca                 | José Carlos Pimenta (Zeca)        |                                  |
| 2009    | Poder Paralelo               | Marcelo                           |                                  |
| 2010    | As Cariocas                  | Carlos                            | Episódio: "A Vingativa do Méier" |
| 2011    | Morde & Assopra              | Josué Batista                     |                                  |
| 2012    | Domingão do Faustão          | Repórter                          | Quadro: "Dança da Galera"        |
| 2013    | Sangue Bom                   | Lucindo Lago                      |                                  |
| 2014    | Geração Brasil               | Domênico Navarro                  | Episódios: "13–23 de maio"       |
| 2014-15 | Império                      | Enrico Bolgari                    |                                  |
| 2015–19 | Vídeo Show                   | Apresentador / Repórter           |                                  |
| 2017    | Dança dos Famosos            | Participante (6ºlugar)            | Temporada 14                     |
| 2018    | Orgulho e Paixão             | Olegário Pinheiro                 |                                  |
| 2019-20 | Malhação: Toda Forma de Amar | Joaquim Pessoa                    |                                  |
| 2021-22 | Receitas de Joaquim          | Apresentador                      |                                  |
| 2022    | Cook Island - Ilha do Sabor  | Apresentador                      |                                  |

### Cinema
| Ano  | Filme                           | Personagem | Notas          |
| ---- | ------------------------------- | ---------- | -------------- |
| 2011 | Uma Professora Muito Maluquinha | Padre Beto |                |
| 2013 | Mato sem Cachorro               | Pai        |                |
| 2014 | Estro                           | Escritor   | Curta-metragem |
| 2016 | Pulso                           | Walter     | Curta-metragem |
| 2017 | Amor.com                        | Guido      |                |

## Teatro
| Ano       | Peça                                | Personagem         |
| --------- | ----------------------------------- | ------------------ |
| 1999      | Vestido de Noiva                    | Pedro              |
| 2001      | Do Lado de Fora da Porta            | Beckmann           |
| 2001      | Tudo Plástico                       | Micky              |
| 2002      | Recém Separados                     | Marcelo Fontinelli |
| 2002      | O Tempo e os Conways                | Robin              |
| 2003      | Nenhum Alguém em Lugar Algum        | Souza              |
| 2003      | A Guerra dos Mutans                 | Pai, Dente         |
| 2004      | Confidências e Confusões Masculinas | Vina               |
| 2011      | A Senhora de Dubuque                | Sam                |
| 2012      | O Grande Amor da Minha Vida         | Luis Eduardo       |
| 2013      | Intimidades                         | Ele                |
| 2015      | Anti-Nélson Rodrigues               | Oswaldinho         |
| 2016—17   | Por Isso Fui Embora                 | Martin             |
| 2017      | Paixão de Cristo de Nova Jerusalém  | Pilatos            |
| 2023 - 24 | Beetlejuice, O Musical              | Charles Deetz      |

## Prêmios e indicações
| Ano  | Prêmio                                                    | Categoria                               | Trabalho   | Resultado | Ref    |
| ---- | --------------------------------------------------------- | --------------------------------------- | ---------- | --------- | ------ |
| 2013 | Prêmio Extra de Televisão                                 | Melhor Ator Coadjuvante                 | Sangue Bom | Indicado  | [ 27 ] |
| 2013 | Prêmio Quem de Televisão                                  | Melhor Ator Coadjuvante                 | Sangue Bom | Indicado  | [ 28 ] |
| 2014 | 16ª Prêmio Contigo! de TV                                 | Melhor Ator Coadjuvante                 | Sangue Bom | Indicado  | [ 29 ] |
| 2016 | Prêmio Jovem Brasileiro                                   | Melhor Apresentador Eleito pelos Jovens | Video Show | Indicado  | [ 30 ] |
| 2016 | 3º Festival de Cinema de Três Passos                      | Melhor Ator                             | Pulso      | Venceu    | [ 31 ] |
| 2016 | FESTICINI - Festival Internacional de Cinema Independente | Melhor Ator                             | Pulso      | Venceu    | [ 32 ] |
| 2016 | 11º Encontro Nacional de Cinema e Vídeo dos Sertões       | Melhor Ator                             | Pulso      | Venceu    | [ 33 ] |
| 2016 | Cine Curtas Lapa Festival                                 | Melhor Ator                             | Pulso      | Venceu    | [ 34 ] |